# Running Up that Hill
Pour un article plus général, voir Discographie et vidéographie de Kate Bush.
Singles de Kate Bush
Night of the Swallow
(1983) Cloudbusting
(1985)
Clip vidéo
[vidéo] « Running Up that Hill », sur YouTube
Pistes de Hounds of Love
Hounds of Love
Running Up that Hill (A Deal with God) est une chanson de l'auteure-compositrice-interprète britannique Kate Bush sortie en single le 5 août 1985 sous le label EMI, premier extrait de l'album Hounds of Love. 
Il s'agit de l'un des plus grands succès de Kate Bush. Entrée dans les classements des ventes de singles en 1985, la chanson y est retournée en 2012 dans une version remixée sortie à l'occasion des Jeux olympiques d'été 2012, puis en 2022, après l'utilisation de la version originale dans la série télévisée Stranger Things, faisant mieux qu'en 1985 en se classant notamment numéro 1 dans plusieurs pays.
Certifiée quadruple disque de platine au Royaume-Uni pour 2 400 000 ventes, elle est reprise par divers artistes, notamment les groupes Placebo, Within Temptation et la chanteuse Meg Myers dont les versions ont eu les honneurs des hit-parades.
Elle est accueillie très favorablement par les critiques musicaux.

## Historique
Lorsque Kate Bush sort l’album Hounds of Love, cela faisait trois ans qu'elle n'avait pas sorti d'album. Bush déclare à ce sujet : « Après le dernier album, je voulais vraiment faire une pause. Travailler sur un album est un processus très intense pour moi, vraiment, enfermé en studio pendant peut-être jusqu’à un an à travailler dessus. Et quand vous arrivez à la fin d’un projet comme celui-là, vous voulez vraiment aller chercher un nouveau stimulus, créer une nouvelle énergie pour un nouvel album. J’ai donc pris un peu de temps pour trouver un nouveau professeur de danse, et j’ai passé beaucoup de temps à construire et à équiper notre propre studio d’enregistrement, dans lequel nous avons ensuite enregistré ce nouveau disque. »
De plus, lorsqu'un journaliste lui fait remarquer qu'elle n'a sorti que 5 albums en 7 ans, elle répond : « Ça ne m'amuse pas de travailler lentement. C’est même plutôt frustrant pour moi que les choses prennent autant de temps. Mais encore une fois, mes ambitions ont tendance à me dépasser et quand je commence un projet, je ne suis jamais sûre, si toutefois j'en suis capable, de pouvoir le terminer. Et donc je pense encore une fois que c’est pour cela que ça prend beaucoup de temps. »
Running Up that Hill est la première chanson que Kate Bush a composée pour l’album Hounds of Love, intitulé à l’origine A Deal with God. Le premier enregistrement comportait 8 pistes réalisé dans son home studio récemment mis à niveau à l’été 1983 en utilisant une boîte à rythmes LinnDrum, un synthétiseur Fairlight CMI et un piano. Comme d’autres chansons de l’album, le travail s’est poursuivi sur l’enregistrement original de 8 pistes, qui a été transféré sur deux bandes maîtresses de 24 pistes pour d’autres overdubs. Le son de batterie est obtenu en utilisant un effet de réverbération très court, la gated reverb.
Le titre original voulu par Kate Bush était A Deal With God (« Un contrat avec Dieu ») mais les représentants d'EMI pensaient que le mot « Dieu » dans le titre causerait une réaction négative. Bush finit par changer le titre, mais il reste sur toutes les versions l'ajout entre les parenthèses : Running Up that Hill (A Deal with God).
De plus, EMI voulait à l'origine sortir le titre Cloudbusting comme premier extrait de l'album, mais Kate Bush a insisté pour ce soit Running Up that Hill, titre qu'elle a écrit en premier et qui, sur ses propres arguments, représentait le mieux l'atmosphère de l'album Hounds of Love.
La chanson a aussi été mal interprétée. Bush l'a expliqué en interview en 1992 : « J'essayais de dire qu'un homme et une femme ne peuvent pas se comprendre entre eux, justement parce que nous sommes des hommes et des femmes. Si l'on pouvait changer de place un moment, nous aurions sûrement des sacrées surprises (rires). Et je pense que cela aboutirait à une meilleure compréhension. Et, vraiment, la seule solution à laquelle je peux penser serait… Je pense un contrat avec le Diable. Et je me suis dit : 'Non, tiens, pourquoi pas avec Dieu !' Voyez, pour moi, le titre est toujours Deal with God. Mais on nous a dit qu'en gardant ce titre-là, il ne serait pas joué dans les pays religieux, l'Italie ne le jouerait pas, la France ne le jouerait pas, l'Australie ne le jouerait pas ! L'Irlande ne le jouerait pas, et qu'il serait blacklisté juste parce que Dieu est dans le titre. »
Au sujet de l'album en général, Kate Bush a déclaré : « C’est presque comme deux albums séparés pour moi, c’est vraiment, en ce sens que la première face est composée de cinq chansons distinctes, si elles sont liées, ce n’est que le thème de l’amour - ce sont toutes des formes de chansons d’amour, elles parlent de relations. Ce sont tous des sujets très différents les uns des autres. Et la deuxième face de l’album est une pièce conceptuelle qui est composée de sept chansons toutes liées entre elles. Et c’est vraiment quelque chose qui a été conçu et écrit pour fonctionner comme un seul morceau de musique. »

## Clip
Le vidéo clip qui accompagne la chanson est une performance dansée entre Kate Bush et le danseur Michael Hervieu. La vidéo a été réalisée par David Garfath tandis que les pas de danse ont été chorégraphiés par Diane Grey,.
Bush et Hervieu dansent, portant des hakamas gris. Bush souhaitait que la danse sur le morceau soit une performance plus classique. Déclarant que les danses utilisées en vidéos étaient trop triviales, chargées, exploitant trop des images désordonnées, sans expression sans utiliser les sensations formidables que peuvent procurer le sérieux et la rigueur, préférant ainsi une danse plus simple, classique entre deux personnes, filmée simplement.
Dans la chorégraphie, le geste répété d'armer un arc (repris en image sur la pochette du titre avec un vrai arc) s'entrelace avec des séquences surréalistes des deux personnes noyées dans une foule anonyme portant des masques à l'effigie des deux danseurs. Le point culminant les voit être séparés et éloignés par ce flot de gens dans les sens opposés d'un corridor.
MTV a choisi de ne pas utiliser ce clip (à l'époque), pas intéressé par une vidéo où les lèvres n'étaient pas synchronisées aux paroles de la chanson ; la chaîne préféra utiliser des images d'un concert promotionnel à la BBC.
Dans une interview donnée à l'émission de télé française Rockline, Bush a déclaré : « En fait, on a utilisé des hakamas, des pantalons japonais. On a pris un réel plaisir à faire ça avec Diane Grey, mon professeur de danse depuis 1983. Pendant que j'enregistrais l'album, je n'ai pas eu beaucoup de temps pour continuer la danse. Chaque chose en son temps. Mais pour faire cette vidéo, j'ai dû m'y remettre sérieusement après un an d'arrêt. Ce fut une bonne expérience de travailler avec Diane sur cette chorégraphie. Actuellement, on voit beaucoup de danse dans les vidéoclips mais ce n'est jamais très sérieux. Là on a essayé de filmer correctement quelque chose d'un peu plus élaboré. »
Le clip a été nommé aux MTV Video Music Awards en 1986 dans la catégorie meilleure vidéo féminine.

## Accueil critique
La critique est dithyrambique et dans une rétrospective du single, la journaliste d’AllMusic Amy Hanson écrit: « Toujours adepte de l’émotion et magnifiquement capable de manipuler même les cœurs les plus amers, rarement Bush a écrit une chanson aussi brutalement véridique, douloureusement sensuelle. »
Selon Francis Dordor dans sa chronique de l'album Hounds of Love parue dans le magazine Best en novembre 1985, Running Up that Hill est « l'un des plus beaux singles de l'année ». 

## Succès commercial

### Sortie originale (1985)
Running Up that Hill devient l'un des plus grands succès de Kate Bush et relance sa carrière. Au Royaume-Uni, la chanson entre directement à la 9e place du hit-parade national avant de culminer à la 3e place. Il s'agit alors du deuxième meilleur classement au Royaume-Uni d'un single de Kate Bush qui n'a fait mieux qu'avec Wuthering Heights (numéro 1 en 1978), il faut attendre 2022 pour que la chanson soit numéro 1. Le titre entre aussi dans le Top 10 de plusieurs pays tandis qu'aux États-Unis, il arrive  numéro 30 dans le Billboard Hot 100, soit le meilleur classement de Kate Bush dans ce palmarès jusqu'en 2022.

### Version remixée (2012)
Le 12 août 2012, Kate Bush sort une nouvelle version, Running Up that Hill (A Deal With God) 2012 remix.
Le titre est joué la première fois pendant la cérémonie de clôture des Jeux olympiques d'été de 2012. Kate Bush n'y apparaît pas, mais l'enregistrement est diffusé lors de l'entrée des athlètes médaillés du marathon. Le morceau est inclus dans l'album A Symphony of British Music (en), la bande originale des Jeux d'été 2012. Le 19 août, le single entre dans le Top britannique à la 6e place.

### Utilisation dans la série téléviséeStranger Things(2022)
En 2022, la chanson bénéficie d’un important regain de popularité grâce à son utilisation dans la quatrième saison de la série télévisée Stranger Things diffusée sur Netflix le 27 mai 2022 ,,,. Elle se classe en première position des classements iTunes et Spotify de plusieurs pays et devient tendance sur le réseau social TikTok. Elle retourne également dans les classements des ventes de singles début juin. Le succès est tel qu'elle fait mieux que lors de la sortie originale dans la plupart des classements. En effet, la chanson entre directement dans le Top 10 de plusieurs pays: 2e en Australie et en Nouvelle-Zélande, 4e au Canada et en Suisse, 6e en Finlande, 8e au Royaume-Uni et aux États-Unis, 10e en Irlande,,,,.
Aux États-Unis, outre la ré-entrée à la 8e place dans le Billboard Hot 100, surclassant la 30e atteinte en 1985, le titre arrive directement 2e dans le classement Hot Rock & Alternative Songs et numéro 1 dans le Digital Song Sales.  
En deuxième semaine, la chanson progresse et arrive numéro 1 en Australie, en Lituanie, en Nouvelle-Zélande, en Suède et en Suisse,. Au Royaume-Uni, elle monte à la deuxième place, juste derrière As It Was de Harry Styles en tête depuis dix semaines. Aux États-Unis, elle est 4e dans le Billboard Hot 100 (elle atteindra la 3e place, son meilleur classement, à la fin du mois de juillet) et 1re au Hot Rock & Alternative Songs.
Running Up that Hill est également numéro un, dès sa deuxième semaine de présence, du Billboard Global 200, classement des 200 meilleures ventes numériques et écoutes en streaming de plus de 200 pays.
C'est durant la troisième semaine de son retour dans le classement britannique qu'elle décroche la première place. Par la même occasion, Kate Bush bat trois records de ce hit-parade: Running Up that Hill devient la chanson ayant mis le plus de temps à être numéro 1 (37 ans après sa sortie). Kate Bush établit le record de la plus longue durée entre deux numéros 1 d'un même interprète, 44 années séparant Wuthering Heights et Running Up that Hill. Enfin, à 63 ans et 11 mois, la chanteuse devient l'artiste féminine la plus âgée à atteindre le sommet du classement des ventes de singles au Royaume-Uni.
Cette même semaine, le titre est également numéro 1 en Irlande.  
Kate Bush, dont les déclarations publiques sont habituellement rares, a réagi à ce succès en publiant plusieurs messages enthousiastes sur son site web et en accordant une interview à la journaliste Emma Barnett sur BBC Radio 4. Avant d’ajouter : «Mais je n'avais jamais imaginé que ce serait quelque chose comme ça. C'est tellement excitant. Mais c'est assez bouleversant, vraiment. Je veux dire, le monde entier est devenu fou (…) Que tous ces très jeunes gens entendent la chanson pour la première fois et la découvrent est très spécial.». Elle dévoile être fan de Stranger Things et exprime sa gratitude aux frères Duffer, créateurs de la série télévisée, pour la façon dont ils ont utilisé la chanson,,.
Après la résurgence du tube de Kate Bush, Björk a déclaré dans une interview donnée au NME « J’ai toujours été assez offensée par la fréquence à laquelle on parlait de Kate Bush comme d’une sorcière folle, ou de moi comme d’une elfe folle [...] Nous sommes des productrices. J’ai écrit toutes mes partitions pendant 20 ans. Je ne me vante pas, je dis juste ça parce que les gens veulent encore que je sois une elfe naïve. Si nous étions des mecs, on nous prendrait plus au sérieux. » En ajoutant « Enfin, les jeunes de la génération Z peuvent imaginer la production d’une femme ou le monde d’une femme sans que cela leur paraisse insensé, ridicule ou effrayant ».

### Réédition
Le 2 septembre 2022, le titre ressort sous forme de CD single,.

## Interprétations sur scène
En 1987, Kate Bush a interprété cette chanson sur scène avec David Gilmour, du groupe britannique Pink Floyd, pour le concert caritatif Secret Policeman's Third Ball.
À noter que Kate Bush a également réalisé une performance le 21 septembre 1985 pour l'émission «Demain c'est dimanche» sur Antenne 2.

## Formats et liste des pistes
Single 7" au Royaume-Uni
Toutes les chansons sont écrites et composées par Kate Bush.
| No | Titre                | Durée |
| -- | -------------------- | ----- |
| 1. | Running Up that Hill | 4:58  |
| 2. | Under the Ivy        | 2:07  |

Single Maxi 12" au Royaume-Uni
Toutes les chansons sont écrites et composées par Kate Bush.
| No | Titre                                   | Durée |
| -- | --------------------------------------- | ----- |
| 1. | Running Up that Hill (Extended Version) | 5:43  |
| 2. | Under the Ivy                           | 2:07  |
| 3. | Running Up that Hill (Instrumental)     | 4:54  |

- La version longue (Extended Version) du maxi 45 tours a été incluse, avec Under The Ivy, la face B, dans la réédition de 1997 de l'album Hounds of Love.

## Classements hebdomadaires
Version originale
| Classement (1985)                         | Meilleure position |
| ----------------------------------------- | ------------------ |
| Allemagne (GfK Entertainment)             | 3                  |
| Australie (Kent Music Report)             | 6                  |
| Autriche (Ö3 Austria Top 40)              | 21                 |
| Belgique (Flandre Ultratop 50 Singles)    | 6                  |
| Canada (RPM 100 Singles)                  | 16                 |
| Espagne (Promusicae)                      | 39                 |
| États-Unis (Billboard Hot 100)            | 30                 |
| États-Unis (Hot Dance Club Songs)         | 13                 |
| États-Unis (Hot Dance Single Sales)       | 17                 |
| États-Unis (Mainstream Rock Tracks chart) | 34                 |
| France (SNEP)                             | 24                 |
| Irlande (Irish Singles Chart)             | 4                  |
| Italie (FIMI)                             | 31                 |
| Nouvelle-Zélande (RMNZ)                   | 26                 |
| Pays-Bas (Nederlandse Top 40)             | 6                  |
| Pays-Bas (Single Top 100)                 | 6                  |
| Royaume-Uni (UK Singles Chart)            | 3                  |
| Suisse (Schweizer Hitparade)              | 10                 |

| Classement (2022)                         | Meilleure position |
| ----------------------------------------- | ------------------ |
| Allemagne (GfK Entertainment)             | 4                  |
| Australie (ARIA)                          | 1                  |
| Autriche (Ö3 Austria Top 40)              | 3                  |
| Belgique (Ultratop 50 Singles Flandre)    | 33                 |
| Belgique (Wallonie Ultratop 50 Singles)   | 23                 |
| Canada (Canadian Hot 100)                 | 2                  |
| Croatie (Billboard)                       | 4                  |
| Danemark (Tracklisten)                    | 6                  |
| Espagne (PROMUSICAE)                      | 48                 |
| États-Unis (Billboard Hot 100)            | 3                  |
| États-Unis (Digital Song Sales)           | 1                  |
| États-Unis (Hot Alternative Songs)        | 1                  |
| États-Unis (Hot Rock & Alternative Songs) | 1                  |
| Finlande (Suomen virallinen lista)        | 6                  |
| France (SNEP)                             | 3                  |
| Grèce (IFPI)                              | 2                  |
| Hongrie (Mahasz)                          | 2                  |
| Islande (Plötutíðindi)                    | 2                  |
| Irlande (Irish Singles Chart)             | 1                  |
| Italie (FIMI)                             | 18                 |
| Lituanie (Agata)                          | 1                  |
| (Billboard Global 200)                    | 1                  |
| Norvège (VG-lista)                        | 4                  |
| Nouvelle-Zélande (RMNZ)                   | 1                  |
| Pays-Bas (Nederlandse Top 40)             | 16                 |
| Pays-Bas (Single Top 100)                 | 3                  |
| Portugal (AFP)                            | 4                  |
| Royaume-Uni (UK Singles Chart)            | 1                  |
| Suède (Sverigetopplistan)                 | 1                  |
| Suisse (Schweizer Hitparade)              | 1                  |
| Tchéquie (IFPI)                           | 2                  |

Version remixée
| Classement (2012)              | Meilleure position |
| ------------------------------ | ------------------ |
| France (SNEP)                  | 64                 |
| Irlande (Irish Singles Chart)  | 22                 |
| Italie (FIMI)                  | 108                |
| Royaume-Uni (UK Singles Chart) | 6                  |

## Certifications
| Pays                    | Certification | Date de certification  | Unités certifiées                |
| ----------------------- | ------------- | ---------------------- | -------------------------------- |
| Allemagne (BVMI)        | Or            | août 2022              | 250 000                          |
| Canada (Music Canada)   | 2 × Platine   | 11 août 2022           | 160 000                          |
| Danemark (IFPI)         | Platine       | mars 2023              | 90 000                           |
| Espagne (Promusicae)    | Platine       | janvier 2024           | 100 000                          |
| Italie (FIMI)           | Platine       | septembre-octobre 2022 | 100 000                          |
| Nouvelle-Zélande (RMNZ) | 3 × Platine   | 12 décembre 2024       | 90 000                           |
| Portugal (AFP)          | Platine       | octobre-novembre 2022  | 40 000                           |
| Royaume-Uni (BPI)       | 4 × Platine   | 2 mai 2025             | 2 400 000                        |
| Suède (GLF)             | Platine       | août 2022              | 8 000 000 (équivalent streaming) |

## Reprises
Running Up that Hill a été reprise par de nombreux artistes d'horizons musicaux variés.
Les versions d'Elastic Band, Within Temptation, Placebo et Meg Myers sont entrées dans plusieurs classements officiels. Celle de la chanteuse allemande Kim Petras s'est classée 43e dans le palmarès Hot Rock and Alternative Songs du Billboard et 100e dans le hit-parade national britannique en 2022,.

### Elastic Band
Le groupe de house music italien Elastic Band (à ne pas confondre avec le groupe espagnol de pop rock du même nom) reprend Running Up that Hill en 1994. Le titre se classe numéro un du Canadian dance chart du magazine canadien RPM le 19 septembre 1994.

### Within Temptation
Singles de Within Temptation
Mother Earth
(2003) Stand My Ground
(2004)
Running Up that Hill a été reprise par le groupe de metal symphonique néerlandais Within Temptation en 2003. La chanson entre à la 9e position du classement des ventes aux Pays-Bas le 17 mai 2003 puis atteint la 7e position la semaine suivante.
Le single est également un succès dans plusieurs pays européens.

#### Classement par pays
| Classement (2003-2004)                 | Meilleure position |
| -------------------------------------- | ------------------ |
| Allemagne (GfK Entertainment)          | 13                 |
| Autriche (Ö3 Austria Top 40)           | 37                 |
| Belgique (Flandre Ultratop 50 Singles) | 48                 |
| Pays-Bas (Nederlandse Top 40)          | 13                 |
| Pays-Bas (Single Top 100)              | 7                  |
| Suisse (Schweizer Hitparade)           | 83                 |

### Placebo
Running Up that Hill est reprise en 2003 par le groupe britannique Placebo sur l'album Covers sorti à l'origine comme disque bonus de l'édition spéciale de l'album Sleeping with Ghosts.
La chanson fait l'objet d'un single en 2006 qui entre dans le classement national britannique en mars 2007 et culmine à la 44e place.
Le single est certifié disque d'or au Royaume-Uni le 13 juin 2025 pour 400 000 unités vendues,.

### Meg Myers
La chanteuse américaine Meg Myers reprend à son tour Running Up that Hill en 2019.
Cette version entre dans plusieurs classements établis par Billboard, se classant notamment numéro 1 de l'Alternative Airplay (anciennement appelé Modern Rock Tracks).

#### Classements hebdomadaires
| Classement (2019)                         | Meilleure position |
| ----------------------------------------- | ------------------ |
| Canada (Canada Rock)                      | 32                 |
| États-Unis (Adult Alternative Airplay)    | 23                 |
| États-Unis (Alternative Airplay)          | 1                  |
| États-Unis (Hot Rock & Alternative Songs) | 4                  |

### Coldplay
Running Up that Hill est reprise par le groupe Coldplay (qui avait, par le passé, cité l'oeuvre de Kate Bush et plus particulièrement Running Up That Hill comme inspiration pour leur chanson Speed of Sound ) lors de leur tournée de 2022,.